# Basset alpino
Basset alpino[Nota] (em alemão:  Alpenländische dachsbracke) alpenländische dachsbracke, é uma raça menor criada sob inspiração dos bassets franceses através dos cruzamentos entre cães austríacos e dachshunds. Sua principal responsabilidade é rastrear animais feridos, já que é tradição local que cervos machucados sejam localizados e mortos. Apesar do adestramento ser considerado mediano, não é visto como bom cão de companhia. Podendo atingir os 18 kg, tem como peculiaridade o nariz muito grande para o tamanho de sua cabeça.